# یاسوئو یامادا
یاسوئو یامادا (انگلیسی: Yasuo Yamada; ۱۰ سپتامبر ۱۹۳۲ – ۱۹ مارس ۱۹۹۵) بازیگر، و صداپیشه اهل ژاپن بود. وی بین سال‌های ۱۹۵۳ تا ۱۹۹۵ میلادی فعالیت می‌کرد.